# 잘츠부르크 대성당

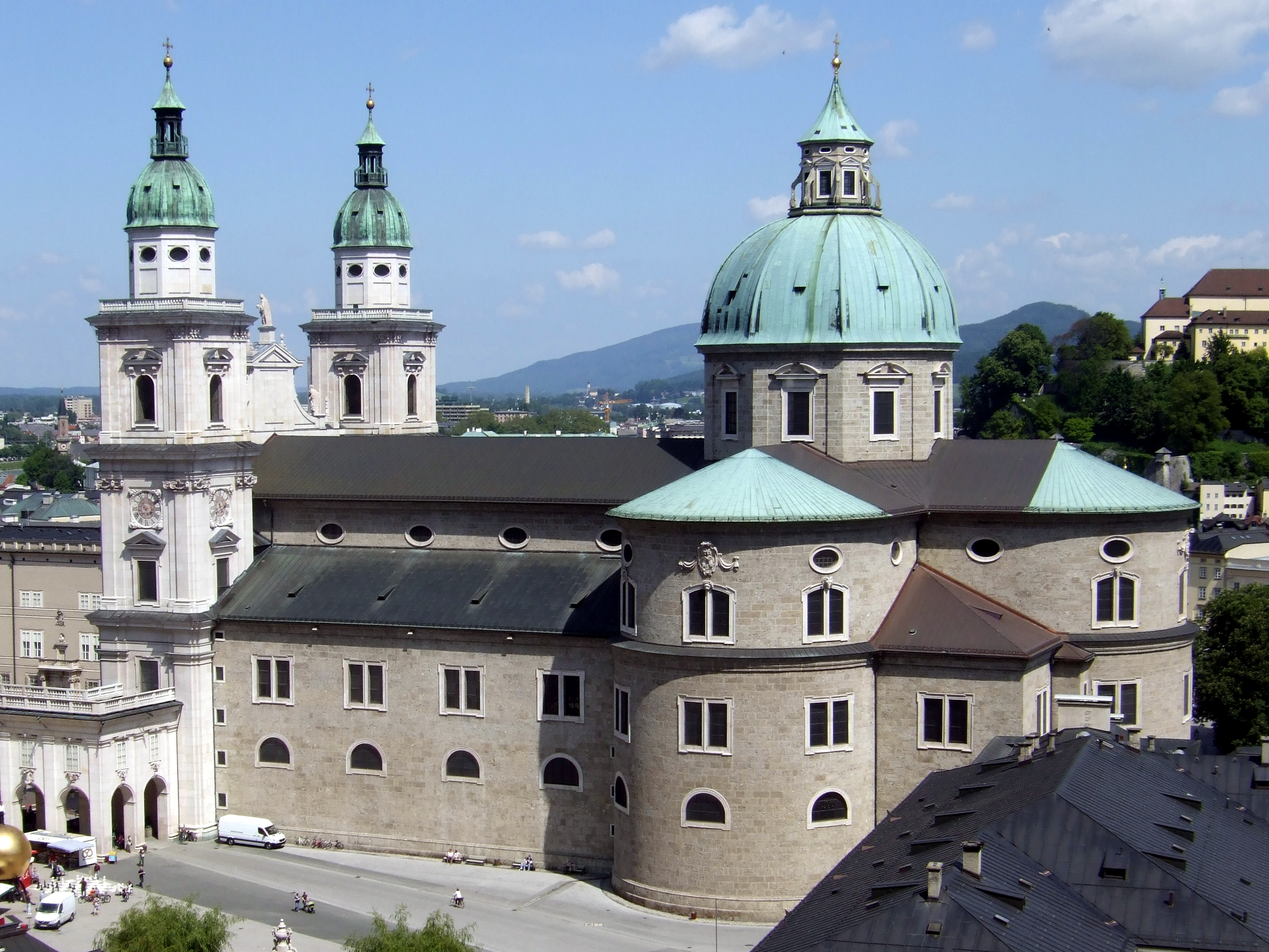
잘츠부르크 대성당

잘츠부르크 대성당(독일어: Salzburger Dom) 또는 잘츠부르크 주교좌 성당은 17세기에 오스트리아 잘츠부르크에 지어진 바로크 양식의 종교 건물로 잘츠부르크 대교구의 대성당이다. 주보성인은 잘츠부르크의 성 루페르토 주교이다.
오스트리아의 대표적인 작곡가인 모차르트가 이곳에서 유아세례를 받았으며, 안톤 디아벨리는 이곳 잘츠부르크 대성당의 소년 성가대 소속으로 성가를 부른 적이 있었다.